# 阿塔爾杜肯冰川
71°39′S 11°26′E / 71.650°S 11.433°E
阿塔爾杜肯冰川（英語：Altarduken Glacier）是南極洲的冰川，位於毛德皇后地，屬於洪堡山脈的一部分，由德國探險隊發現和根據空中照片繪入地圖，現時由南極條約體系管理。